# Æther Realm
Æther Realm ist eine im Jahr 2010 gegründete Melodic-Death-Metal-/Folk-Metal-Band aus Greenville im US-amerikanischen Bundesstaat North Carolina.

## Geschichte
Æther Realm wurde im Juni des Jahres 2010 in Greenville im US-amerikanischen Bundesstaat North Carolina gegründet und bestand in ihrer Ursprungsbesetzung aus Sänger und Bassist Vincent Jones, dem Gitarristen Heinrich Arnold und dem Schlagzeuger Tyler Gresham. Im Folgejahr stieß mit Jack Rodriguez-Dougherty ein zweiter Gitarrist zum Trio, der Mitte des Jahres 2014 wiederum durch Donny Burbage an der Gitarre ersetzt wurde.
Im Juli des Jahres 2011 bezog die Band die Basement Studios und nahm mit Jamie King, der mit Gruppen wie Wretched, The Human Abstract und Between the Buried and Me zusammenarbeitete, ein Demo mit zwei Titeln unter dem Namen Odin Will Provide auf. Im Januar 2012 begann die Gruppe erneut mit King mit den Arbeiten an ihrem Debütalbum One Chosen by the Gods. Im Mai gleichen Jahres veröffentlichten die Musiker mit Swampwitch ein erstes Stück aus dem Album. Das Album selbst wurde im Januar 2013 veröffentlicht. Im Jahr 2017 veröffentlichte Æther Realm ihr zweites Album Tarot, dessen Stück The Sun, the Moon, the Stars in der Gaming-Szene durch das Spiel osu! Bekanntheit erlangen konnte.
Im November 2018 gab das österreichische Metal-Label Napalm Records bekannt, Æther Realm unter Vertrag genommen zu haben. Am 21. Februar 2020 gab die Band die Herausgabe ihres inzwischen dritten Studioalbums Redneck Vikings from Hell für den 1. Mai gleichen Jahres bekannt. Es ist zudem das erste Album der Gruppe, das bei Napalm Records erschien.
Vom 4. bis 18. Juni 2019 tourte die Band als Vorgruppe für Gloryhammer durch die Vereinigten Staaten. Dies war ihre zweite nationale Tournee nach der Super Smashed Turbo Tour, die vom 2. bis zum 31. Oktober 2016 gemeinsam mit Alestorm und Nekrogoblikon absolviert wurde und zudem sechs Konzerte in Kanada aufwies. Im September und Oktober 2017 spielte die Gruppe ihre erste Europatournee im Vorprogramm von Alestorm, die des Weiteren von Troldhaugen begleitet wurde.
Mitte Juli 2020 gab die Band bekannt, ihr Album Tarot aus dem Jahr 2017 am 11. September über Napalm Records neu aufzulegen. Die Neuauflage des Albums erhält ein neues Artwork sowie mit dem Lied The Magician ein Bonuslied, welches zuvor als Stand-Alone-Single veröffentlicht wurde.

## Stil
Æther Realm spielen Melodic Death Metal, der an Wintersun, Ensiferum, Turisas und Kalmah erinnert. Die Musik wird als „schneller, äußerst melodischer Death Metal mit folkigen Einflüssen“ beschrieben. Die Musiker arbeiten in ihrer Musik mit Symphonien. Tarot, das zweite Album des US-amerikanischen Quartetts, klingt abwechslungsreich episch und strotzt vor melodischen Höhenflügen und Vitalität.
Neben dem vorherrschenden Growls verwenden die Musiker auch ruhigen klaren Gesang. Auf instrumentaler Ebene kommen Klavier-Parts, unterschiedlichste Folk-Elemente und sogar ein kurzes an Videospielmusik erinnerndes Intro zum Einsatz.

## Diskografie
- 2011: Odin Will Provide (Demo, Eigenproduktion)
- 2013: One Chosen by the Gods (Album, Primitive Ways Records)
- 2017: Tarot (Album, Primitive Ways Records, Neuauflage 2020 bei Napalm Records)
- 2020: Redneck Vikings from Hell (Album, Napalm Records)